# Joel Fameyeh
Joel Fameyeh (Kumasi, 14 maggio 1997) è un calciatore ghanese, attaccante della Puskás Akadémia.

## Caratteristiche tecniche
È un centravanti.

## Carriera

### Club
Ha giocato nella prima divisione ghanese, in quella bielorussa, in quella russa ed in quella ungherese.

### Nazionale
Nel 2015 ha disputato due incontri con la nazionale ghanese, segnando due reti.

## Palmarès

### Club

#### Competizioni nazionali
- Pervaja Liga: 1

Rubin: 2022-2023